# Віграхапала
Віґрагапала I (бенг. প্রথম বিগ্রহপাল) — правитель Бенгалії з династії Пала.

## Правління
Правив упродовж короткого періоду, після чого став відлюдником. Він був онуком молодшого брата Дгармапали.
Віґрагапала дотримувався миролюбної політики. Зрікся престолу на користь свого сина Нараянпали.